# Носса-Сеньора-даш-Невіш
Носса-Сеньора-даш-Невеш (порт. Nossa Senhora das Neves; МФА: [ˈno.sɐ sɐ.ˈɲo.ɾɐ dɐʒ ˈne.vɨʃ]) — парафія в Португалії, у муніципалітеті Бежа. Розташована в південній частині країни, на теренах історичної португальської провінції Алентежу. Входить до складу округу Бежа. За адміністративним поділом, чинним до 1976 року, терени парафії були складовою провінції Нижнє Алентежу. Належить до Безької діоцезії Католицької церкви. Патрон — Діва Марія. Площа — 53,1438 км². Населення — 1747 ос. (2011). Слабо урбанізований регіон. Густота населення — 32,87 осіб/км²
. Код — 020506.

## Населення
| Кількість мешканців | Кількість мешканців | Кількість мешканців | Кількість мешканців | Кількість мешканців | Кількість мешканців | Кількість мешканців | Кількість мешканців | Кількість мешканців | Кількість мешканців | Кількість мешканців | Кількість мешканців | Кількість мешканців | Кількість мешканців | Кількість мешканців |
| ------------------- | ------------------- | ------------------- | ------------------- | ------------------- | ------------------- | ------------------- | ------------------- | ------------------- | ------------------- | ------------------- | ------------------- | ------------------- | ------------------- | ------------------- |
| 1864                | 1878                | 1890                | 1900                | 1911                | 1920                | 1930                | 1940                | 1950                | 1960                | 1970                | 1981                | 1991                | 2001                | 2011                |
| 957                 | 1 015               | 1 187               | 1 312               | 1 638               | 1 376               | 1 835               | 2 261               | 2 497               | 2 666               | 2 280               | 2 486               | 2 147               | 1 895               | 1 747               |